# Varissaaret (ö i Norra Savolax, Inre Savolax, lat 62,79, long 26,78)
Varissaaret är en ö i Finland. Den ligger i sjön Niinivesi och i kommunen Rautalampi i den ekonomiska regionen  Inre Savolax ekonomiska region  och landskapet Norra Savolax, i den centrala delen av landet, 300 km norr om huvudstaden Helsingfors. Öns area är 0,5 hektar och dess största längd är 130 meter i nord-sydlig riktning.  Notera att namnet antyder att det är fråga om flera öar.